# McCloud (Californië)
McCloud is een plaats (census-designated place) in de Amerikaanse staat Californië, en valt bestuurlijk gezien onder Siskiyou County.

## Demografie
Bij de volkstelling in 2000 werd het aantal inwoners vastgesteld op 1343.

## Geografie
Volgens het United States Census Bureau beslaat de plaats een oppervlakte van
6,4 km², waarvan 6,3 km² land en 0,1 km² water. McCloud ligt op ongeveer 1140 m boven zeeniveau.

## Plaatsen in de nabije omgeving
De onderstaande figuur toont nabijgelegen plaatsen in een straal van 40 km rond McCloud.